# Máel Gualae mac Donngaile
Máel mac Donngaile conosciuto anche con il nome di Máel Gualae (... – 859) fu un re del Munster appartenente agli Eóganacht Chaisil, ramo della dinastia regnante degli Eóganachta.
Apparteneva al clan Faílbe, che faceva parte di questo ramo, ed era nipote di Tnúthgal mac Donngaile (morto nell'820), che alcune fonti indicano come re del Munster e fratello di Áilgenán mac Donngaile (morto dell'853), un altro sovrano del Munster. Il suo ramo aveva le proprie terre nella zona di Cashel, area dell'odierna Contea di Tipperary. Regnò dall'856 all'859.
Dopo la morte di Áilgenán nell'853 ci fu un interregno fino alla successione di suo fratello Máel Gualae nell'856. I danesi erano arrivati in Irlanda nell'849 e avevano assunto il controllo di Dublino nell'851. Alcuni gruppi di norvegesi saccheggiarono delle zone dell'Irlanda e così scoppiò una rivalità tra questi due gruppi di vichinghi, che venne sfruttata dai sovrani irlandesi nei loro stessi conflitti. Un certo numero di uomini nel Munster si unì a questi norreni e per questo furono definiti Gall Gaedil ("Gael stranieri"). Cerball mac Dúnlainge (morto nell'888), re di Osraige, si alleò con i danesi contro i norvegesi per diventare il più potente sovrano dell'Irlanda del sud di quel periodo.
Durante questo interregno, il re supremo d’Irlanda Máel Sechnaill mac Máele Ruanaid (morto nell’862) del Clann Cholmáin condusse una spedizione nel Munster nell’854, giungendo fino ai confini dei Déisi nella contea di Tipperary e prese ostaggi nel Munster. Gli Annali frammentari d'Irlanda sostengono che Cerball, cognato del re supremo, fu inviato da quest’ultimo anche nel Munster per reclamare ostaggi. Secondo gli Annali dei Quattro Maestri, i norvegesi avevano istigato nel Munster l'opposizione al re supremo. Il re supremo si recò di nuovo a Cashel per prendere ostaggi dal Munster nell’856, probabilmente al momento dell’ascesa al potere di Máel Gualae.
Le attività norvegesi nel Munster ebbero un'influenza dirompente e così attorno all’855 gli uomini del Munster chiesero a Cerball of Osraige di aiutarli contro i norvegesi. Cerball arrivò con una forza di danesi guidati da un leader di nome Horm, circondarono i norvegesi e li massacrarono Nell'856 una forza norrena uccise Gormán, figlio di Lonán, erede designato di Cashel, nel Loch Cenn Nell’857 Cerball e i suoi alleati danesi, Amlaíb Conung e Ímar, ottennero una vittoria sui norvegesi e sui Gall Gaeill sotto Kettil "The Fair" nel territorio del Munster di Arad Tíre nel nord della contea di Tipperary.
Nell’858 Máel Sechnaill condusse una grande forza irlandese nel Munster per catturare gli ostaggi. Questa volta Cerball era il suo nemico e anche gli uomini del Leinster si erano lamentati di lui con il sovrano supremo. Le forze di Cerball e Máel Gualae erano state posizionate a Belach Gabrán, nel sud di Osraige, forse a Goresbridge sul fiume Barrow, per opporsi all'esercito del sovrano supremo, ma questo prese una via inaspettata e le loro forze furono divise. Il sovrano supremo inflisse una devastante sconfitta alle truppe di Máel Gualae nella battaglia di Carn Lugdoch (vicino s Waterford) e il re dei Déisi, Máel Crón mac Muiredaig, fu ucciso. Il re supremo rimase a Emly, razziando per un mese tutto il Munster fino al mare di Desmonde prendendo ostaggi in tutto il Munster. Molti gaelico-norreni furono uccisi dall'esercito del re supremo. La sconfitta degli uomini del Munster portò Cerball a sottomettersi e consegnare ostaggi.
Nell'859 Cerball sfidò nuovamente Máel Sechnaill e con i suoi alleati danesi guidò una spedizione nel regno di Mide. Ciò portò ad una conferenza reale a Ráith Aeda Meic Bric (oggi Rahugh, contea di Westmeath) con il re supremo. Il regno di Cerball fu posto direttamente sotto il contro del re supremo e separato dal Munster. Máel Gualae accettò. Quello stesso anno Máel Gualae fu catturato dai norreni che lo lapidarono a morte.
Suo figlio Dub Lachtna mac Máele Gualae (morto nell’895) fu anche un re del Munster.